# Mecz piłkarski Chile – Włochy (1962)
Mecz piłkarski Chile – Włochy, nazywany również bitwą o Santiago (wł. Battaglia di Santiago, hiszp. Batalla de Santiago) – mecz piłkarski rozegrany 2 czerwca 1962 na Estadio Nacional de Chile w Santiago, w ramach drugiej kolejki grupy B Mistrzostw Świata w Piłce Nożnej 1962, pomiędzy gospodarzami turnieju Chile a Włochami.  
Swoją nazwę zawdzięcza bardzo wysokiemu poziomowi przemocy podczas meczu, w czasie którego wyrzucono dwóch graczy, dochodziło do bijatyk i bardzo brutalnych zagrań, czterokrotnie musiała też interweniować policja. Sędzią spotkania był Ken Aston, który stał się znany z wprowadzenia żółtych i czerwonych kartek. Mecz ten nazywany jest najbardziej brutalnym meczem w historii mundiali.

## Tło
Starcie drugiej kolejki grupy B pomiędzy Chile a Włochami już samo w sobie wywoływało wiele emocji i kontrowersji, które zostały jeszcze bardziej podsycone przez opis stolicy Chile w jednym z artykułów napisanych przez dwóch włoskich dziennikarzy, Antonio Ghirelliego i Corrado Pizzinelliego. Napisali oni między innymi, że Santiago to zaułek, gdzie „telefony nie działają, taksówki są tak rzadkie jak wierni mężowie, a za telegram płaci się ręką i nogą”. Panują tam głód, analfabetyzm i alkoholizm. Chile to mały, dumny i biedny kraj: zgodził się na organizację tego mundialu w taki sam sposób, w jaki Mussolini zgodził się wysłać nasze siły powietrzne do zbombardowania Londynu. Santiago dysponuje 700 miejscami hotelowymi. Całe dzielnice zajmują się prostytucją. Ten kraj i jego mieszkańcy są dumnie nieszczęśliwi i zacofani”.  Chilijskie gazety odpowiadały na te zarzuty opisując Włochów jako faszystów, mafiosów i narkomanów (niektórzy gracze Interu Mediolan byli zamieszani w skandal dopingowy). Dziennikarze zostali zmuszeni do ucieczki z kraju, a reporter z Argentyny, wzięty za Włocha w barze w Santiago został dotkliwie pobity i trafił do szpitala. 
Organizacja i przygotowania Chile do turnieju zostały poważnie zakłócone przez silne trzęsienie ziemi, które nawiedziło południe kraju w 1960 roku. Artykuły zamieszczone we włoskich gazetach La Nazione i Corriere della Sera opiniowały, że przyznanie Chile organizacji mistrzostw świata to „czyste szaleństwo”, co zostało później celowo wykorzystane i wyolbrzymione przez chilijskie gazety do sprowokowania narodu. Brytyjska gazeta Daily Express napisała: Turniej ten niesie za sobą ryzyko przekształcenia się w brutalny rozlew krwi. Relacje meczowe brzmią jak depesze z frontu. Spotkanie Włochy – Niemcy zostało opisane jako „wojenne manewry”. 

## Mecz

### Przebieg
Pierwszy faul odnotowano już w ciągu 12 sekund od rozpoczęcia meczu. Włoch Giorgio Ferrini został wyrzucony z boiska w ósmej minucie po faulu na Honorino Landzie, ale odmówił zejścia z boiska. W końcu opuścił plac gry w asyście policjantów. Później Aston wyrzucił z boiska kolejnego Włocha – Mario Davida, za faul na Leonelu Sánchezie. Ten ostatni grał do końca meczu pomimo złamania nosa Humbertowi Maschio, co nie zostało zauważone przez Astona i sędziów liniowych, jednak FIFA zainterweniowała po obejrzeniu powtórek z kamer wideo. FIFA oskarżyła Sancheza o brutalne zachowanie, ale mimo tego mógł grać w pozostałych meczach swojej drużyny w tym turnieju. Gracze obu drużyn jeszcze kilkakrotnie wdawali się w utarczki słowne i bójki, a policja musiała interweniować jeszcze trzy razy. 
Chile grając z przewagą dwóch zawodników wygrało mecz 2:0 strzelając gole kolejno w 73. i 87. minucie meczu: najpierw głową piłkę do siatki skierował Jaime Ramírez Banda, a strzałem z dystansu piłkę do bramki posłał Jorge Toro.     

### Szczegóły
| 2 czerwca 1962 15:00 | Chile · Ramírez 73' · Toro 87' | 2−0(0−0)raport | Włochy | Estadio Nacional, Santiago Widzów: 66057 Sędzia: Ken Aston |
|                      |                                |                |        |                                                            |

### Następstwa
Kiedy kilka dni później w brytyjskiej telewizji pokazano fragmenty meczu, spotkanie to zostało nazwane przez komentatora sportowego BBC Davida Colemana najgłupszym, najbardziej przerażającym, obrzydliwym i haniebnym pokazem piłki nożnej, być może w całej historii tej gry. Niektórych włoskich zawodników na obozie treningowym obrzucono kamieniami. Z uwagi na brutalność tego meczu jak i ogólnie całego mundialu 1962, zdecydowano się również na wprowadzenie żółtych i czerwonych kartek, jako kar indywidualnych dla zawodników.   